# Hennock
Hennock is een civil parish in het bestuurlijke gebied Teignbridge, in het Engelse graafschap Devon. In 2001 telde het dorp 1626 inwoners. Hennock komt in het Domesday Book (1086) voor als 'Hanoch' / 'Hainoc'.